# Jean-Noël Barrot
Jean-Noël Barrot (* 13. května 1983 Paříž) je francouzsko-švýcarský ekonom a politik, od září 2024 ministr pro Evropu a zahraniční věci Francie ve vládách Michela Barniera a Françoise Bayrou a od července 2022 jeden z místopředsedů Demokratického hnutí.
Od června 2017 do října 2024 zastával poslanecký mandát v Národním shromáždění, mezi roky 2018 a 2022 byl generálním tajemníkem Demokratického hnutí a v letech 2022–2024 působil jako ministr pověřený digitální transformací a telekomunikacemi. Mezi únorem a zářím 2024 působil jako ministr pověřený evropskými záležitostmi a od července do října 2024 zastával funkci předsedy výboru pro zahraniční věci Národního shromáždění.

## Mládí a vzdělání
Narodil se 13. května 1983 v Paříži. Otec Jacques Barrot (1937–2014) byl ministrem v několika vládách, místopředsedou Evropské komise a členem Ústavní rady. Matka Florence Cattani pocházela ze švýcarského Lausanne. Dědeček Noël Barrot (1903–1966) byl během druhé světové války členem Résistance a později poslancem Národního shromáždění. Má mladší sestru Hélène Barrot.
Absolvoval École des hautes études commerciales de Paris, Institut d'études politiques de Paris a École d'économie de Paris.

## Politická kariéra
V roce 2015 byl zvolen do departementní rady v Haute-Loire, přičemž funkci vykonával do června 2017.
Ve volbách do Národního shromáždění v roce 2017 úspěšně kandidoval za stranu Obnova. V Národním shromáždění působil jako místopředseda výboru pro finance. Na konci roku 2017 jej předseda Národního shromáždění François de Rugy jmenoval předsedou desetičlenné pracovní skupiny zabývající se reformou Národního shromáždění.
V únoru 2018 se stal mluvčím strany Demokratické hnutí. V prosinci téhož roku se stal generálním tajemníkem strany, funkci vykonával do července 2022.
V regionálních volbách v roce 2021 byl zvolen regionální rady Île-de-France. Ve volbách do Národního shromáždění v roce 2022 obhájil svůj poslanecký mandát.
V červenci 2022 byl jmenován ministrem pověřeným digitální transformací a telekomunikacemi ve vládě Élisabeth Borne. Na začátku dubna 2023 uvedl, že ChatGPT porušuje zákon na ochranu soukromí. Dodal však, že je proti zákazu této služby.
V únoru 2024 byl jmenován ministrem pověřeným evropskými záležitostmi ve vládě Gabriela Attala. Po znovuzvolení poslancem v předčasných volbách do Národního shromáždění v roce 2024 byl zvolen předsedou výboru pro zahraniční věci Národního shromáždění.

### Ministr pro Evropu a zahraniční věci
Dne 21. září 2024 byl jmenován ministrem pro Evropu a zahraniční věci ve vládě Michela Barniera. Dne 29. září, dva dny před začátkem izraelské invaze do Libanonu, odcestoval do této země a prohlásil: „Francie stojí za Libanonem, který byl vtažen do války, o kterou nestál“. Uvedl také, že za situaci v Libanonu může „ve velké míře Hizballáh“. Izraelský premiér Benjamin Netanjahu označil slova za „provokaci“.
Dne 23. prosince, deset dní po pádu Bernierovy vlády, byl premiérem jmenován François Bayrou, který Barrotovi ponechal jeho funkci. V lednu 2025 navštívili Barrot a jeho německý protějšek Annalena Baerbock Damašek, aby se jménem Evropské unie setkali s faktickým novým vůdcem Sýrie Ahmadem aš-Šar'em. Stali se tak prvními ministry členských států EU, kteří tuto zemi navštívili od pádu režimu rodiny al-Asadových.

## Vyznamenání
- Řád knížete Jaroslava Moudrého (2025)